# Poggiofiorito
Poggiofiorito är en ort och kommun i provinsen Chieti i regionen Abruzzo i Italien. Kommunen hade 850 invånare (2018).